# طائر الشوك كستنائي الظهر
طائر الشوك كستنائي الظهر (الاسم العلمي: Phacellodomus dorsalis)، هو نوع من الطيور يتبع جنس طائر الشوك ضمن فصيلة الفرنارية ضمن رتبة العصفوريات. يستوطن بيرو.